# Círculo Femenino de Críticos de Cine de Estados Unidos
El Círculo Femenino de Críticos de Cine de Estados Unidos —en inglés: Women Film Critics Circle (WFCC)— es una organización conformada por cincuenta y nueve mujeres críticos de cine y académicas de Estados Unidos pertenecientes a algún medio informativo escrito, radio, electrónico o televisivo.

## Elección y votación
En diciembre de cada año —y desde su formación en 2004—, sus asociadas realizan una votación con el fin de entregar el denominado Women Film Critics Circle Awards o WFCC Awards, que está destinado a premiar a las mejores películas estrenadas durante el último año calendario; adicionalmente, también realizan una votación para seleccionar a lo peor del año.

## Categorías
Las categorías que considera el galardón son las siguientes: 
- Mejor película de una mujer
- Mejor película sobre una mujer
- Mejor narrador
- Mejor actor
- Mejor actriz
- Mejor actriz de comedia
- Mejor actriz joven
- Mejor documental de o sobre una mujer
- Mejor película extranjera
- Mejores imágenes femeninas
- Peores imágenes femeninas
- Mejores imágenes masculinas y
- Peores imágenes masculinas.[2]